# Smilga
Smilga je řeka ve střední Litvě. Teče v okrese Kėdainiai (Kaunaský kraj). Je to pravý přítok řeky Nevėžis. Je 32 km dlouhá. Pramení na jih od městysu Krakės. Teče zpočátku na jih, stáčí se na východ, potom v krátkém úseku na sever a potom opět na východ. Do Nevėžisu se vlévá v okresním městě Kėdainiai jako jeho pravý přítok 58,5 km od jeho ústí do Němenu. Dolní tok je regulovaný. Nedaleko od pramene jsou na řece dva malé rybníčky, dalším malým rybníčkem protéká řeka u Bartkūniškiů. Na jaře se obvykle silně rozvodňuje, v létě naopak místy vysýchá.

## Přítoky
- Levé:

| Hydrologické pořadí | Řeka      | Délka (km) | Povodí (km²) | Vzdálenost od ústí (km) | Ústí kde   | Koordináty ústí                  |
| ------------------- | --------- | ---------- | ------------ | ----------------------- | ---------- | -------------------------------- |
| 13010741            | Tranys    | 7,6        | 8,2          | 30,2                    | Medininkai | 55°20′24″ s. š., 23°45′58″ v. d. |
| 13010742            | Graisupis | 8,2        | 16,6         | 14,5                    | Lipliūnai  | 55°18′8″ s. š., 23°51′17″ v. d.  |
| 13010748            | Jaugila   | 33,2       | 61,8         | 6,1                     | Kėboniai   | 55°18′19″ s. š., 23°54′46″ v. d. |
| 13010753            | Vištupis  | 6,2        | 8,0          | 4,9                     | Kėboniai   | 55°18′25″ s. š., 23°55′40″ v. d. |

- Pravé:

| Hydrologické pořadí | Řeka       | Délka (km) | Povodí (km²) | Vzdálenost od ústí (km) | Ústí kde                | Koordináty ústí                  |
| ------------------- | ---------- | ---------- | ------------ | ----------------------- | ----------------------- | -------------------------------- |
| 13010745            | Smilgaitis | 34,2       | 75,6         | 9,4                     | Klamputė/Kėdainiai      | 55°17′31″ s. š., 23°53′41″ v. d. |
| 13010754            | Klamputis  | 3,5        | 5,5          | 4,1                     | Bartkūniškiai/Kėdainiai | 55°18′13″ s. š., 23°56′8″ v. d.  |

## Obce při řece
- Patranys, Medininkai, Lipliūnai, Stasiūnai, Kėboniai, Bartkūniškiai, Kropilai, Pasmilgys, Kėdainiai.

## Jazykové souvislosti
Obecný výraz smilga v litevštině znamená psineček.